# Chonchocoro
Chonchocoro ist eine Ortschaft im Departamento La Paz im südamerikanischen Andenstaat Bolivien.

## Lage
Chonchocoro ist die drittgrößte Ortschaft des Kanton Viacha im Municipio Viacha in der Provinz Ingavi. Die Ortschaft liegt auf einer Höhe von 3901 m auf dem bolivianischen Altiplano zwischen den Städten El Alto und Viacha.

## Geographie
Chonchocoro liegt auf der bolivianischen Hochebene zwischen den Anden-Gebirgsketten der Cordillera Occidental im Westen und der Cordillera Central im Osten. Das Klima der Region ist ein typisches Tageszeitenklima, bei dem die Durchschnittstemperaturen im Tagesverlauf stärker schwanken als im Jahresverlauf.
Die mittlere Jahrestemperatur der Region liegt bei knapp 9 °C, der Jahresniederschlag beträgt etwa 600 mm (siehe Klimadiagramm Viacha). Die Monatsdurchschnittstemperaturen schwanken nur unwesentlich zwischen 6 °C im Juli und 10 °C von November bis Februar. Die Monate Mai bis August sind arid mit Monatsniederschlägen von weniger als 15 mm, in den Südsommer-Monaten Januar und Februar werden Monatsniederschläge von mehr als 100 mm gemessen.

## Verkehrsnetz
Chonchocoro liegt in einer Entfernung von 28 Straßenkilometern südwestlich von La Paz, der Hauptstadt des gleichnamigen Departamentos.
Von La Paz aus führt die Nationalstraße Ruta 2 in südwestlicher Richtung nach  El Alto, dann in El Alto die Ruta 1 ein kurzes Stück am östlichen Rand des Flughafens entlang bis zum Cruce Viacha, und von dort in südwestlicher Richtung die Ruta 19 nach Viacha. Neun Kilometer vom Cruce Viacha entfernt zweigt am Südwestrand von El Alto eine Landstraße Richtung Chonchocoro ab und erreicht die Ortschaft nach noch einmal sechs Kilometern in nordwestlicher Richtung.

## Haftanstalt Chonchocoro
Im Zentrum der Streusiedlung liegt die Haftanstalt Chonchocoro. Bekanntester Häftling der Haftanstalt war Luis García Meza Tejada, der im Jahr 1980 durch einen Putsch an die Macht gekommen war und über einen Zeitraum von dreizehn Monaten das Land mit brutaler Macht regiert hatte. 1993 wurde er in Abwesenheit zu einer Gefängnisstrafe von 30 Jahren verurteilt und zwei Jahre später aus Brasilien an Bolivien ausgeliefert. Bis zu seinem Tod im Jahr 2018 war er in Chonchocoro inhaftiert.

## Bevölkerung
Die Einwohnerzahl des Ortes ist im vergangenen Jahrzehnt um mehr als ein Viertel angestiegen:
| Jahr | Einwohner         | Quelle       |
| ---- | ----------------- | ------------ |
| 1992 | keine Detaildaten | Volkszählung |
| 2001 | 859               | Volkszählung |
| 2012 | 1102              | Volkszählung |
| 2024 |                   | Volkszählung |